# Campionat del món de ciclisme en pista de 2010

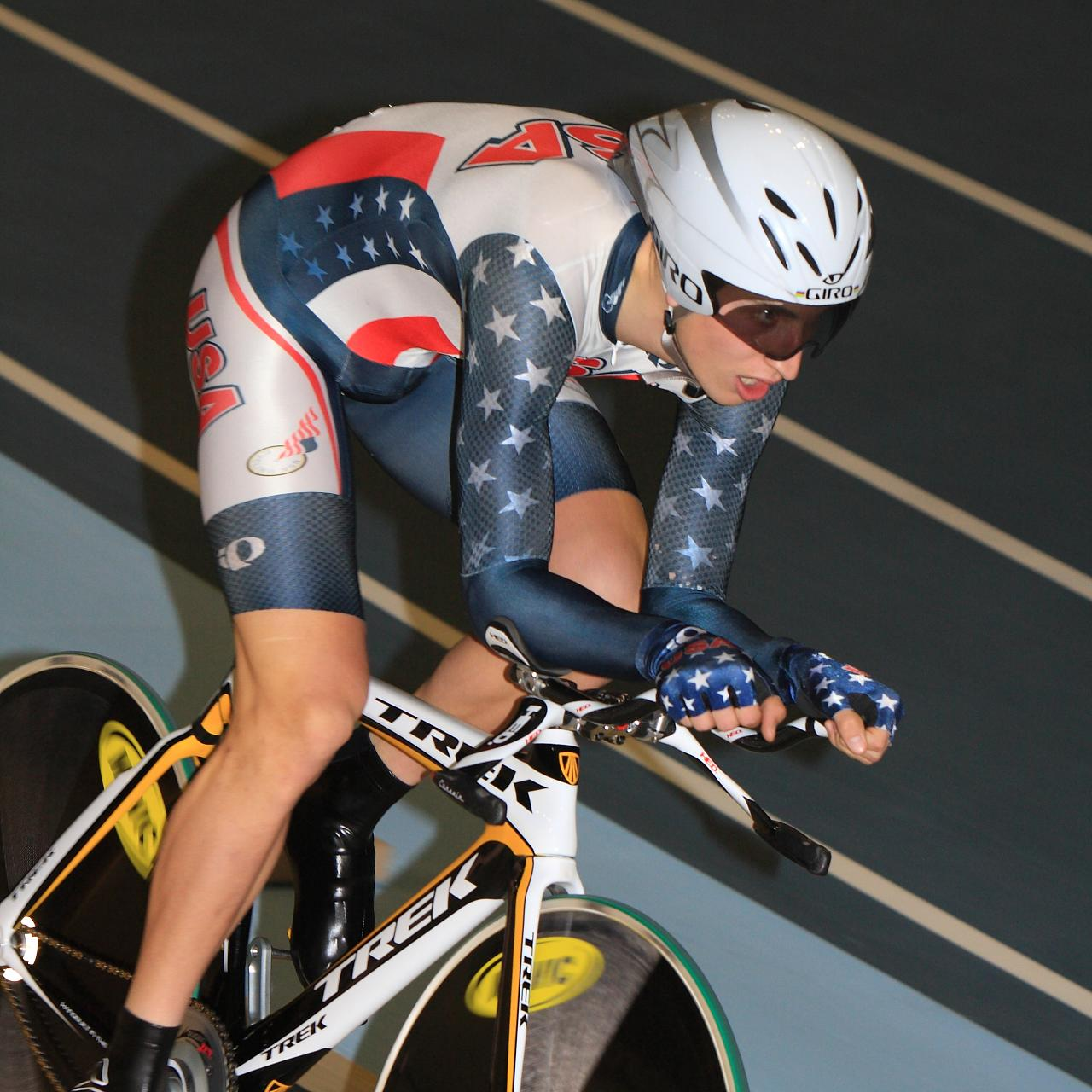
Fotografia de Taylor Phinney, guanyador d'una medalla d'or en el campionat.

El Campionat Mundial de Ciclisme en Pista de 2010 es va celebrar a Ballerup (Dinamarca) entre el 24 i el 28 de març de 2010. Les competicions es van celebrar al Super Arena de Ballerup. En total es va competir en 19 disciplines, 10 de masculines i 9 de femenines.

## Resultats

### Masculí
| Prova                     | Or                                                                         | Argent                                                                 | Bronze                                                                   |
| Velocitat individual      | Grégory Baugé · França ·                                                   | Shane Perkins · Austràlia                                              | Kévin Sireau · França                                                    |
| Velocitat per equips      | Alemanya · Maximilian Levy · Robert Förstemann · Stefan Nimke              | França · Grégory Baugé · Kévin Sireau · Michaël D'Almeida              | Regne Unit · Chris Hoy · Jason Kenny · Ross Edgar                        |
| Persecució individual     | Taylor Phinney · Estats Units                                              | Jesse Sergent · Nova Zelanda                                           | Jack Bobridge · Austràlia                                                |
| Persecució per equips     | Austràlia · Jack Bobridge · Rohan Dennis · Michael Hepburn · Cameron Meyer | Regne Unit · Steven Burke · Edward Clancy · Ben Swift · Andrew Tennant | Nova Zelanda · Westley Gough · Peter Latham · Sam Bewley · Jesse Sergent |
| Quilòmetre contrarellotge | Teun Mulder · Països Baixos ·                                              | Michaël D'Almeida · França ·                                           | François Pervis · França ·                                               |
| Cursa per punts           | Cameron Meyer · Austràlia ·                                                | Peter Schep · Països Baixos ·                                          | Milan Kadlec · Txèquia ·                                                 |
| Keirin                    | Chris Hoy · Regne Unit ·                                                   | Azizulhasni Awang · Malàisia ·                                         | Maximilian Levy · Alemanya ·                                             |
| Madison                   | Leigh Howard · Cameron Meyer · Austràlia ·                                 | Christophe Riblon · Morgan Kneisky · França ·                          | Ingmar De Poortere · Steve Schets · Bèlgica ·                            |
| Scratch                   | Alex Rasmussen · Dinamarca ·                                               | Juan Esteban Arango · Colòmbia ·                                       | Kazuhiro Mori · Japó ·                                                   |
| Òmnium                    | Edward Clancy · Regne Unit ·                                               | Leigh Howard · Austràlia ·                                             | Taylor Phinney · Estats Units                                            |

### Femení
| Prova                     | Or                                                             | Argent                                                                   | Bronze                                                           |
| Velocitat individual      | Victoria Pendleton · Regne Unit                                | Guo Shuang · R.P. de la Xina                                             | Simona Krupeckaite · Lituània                                    |
| Persecució individual     | Sarah Hammer · Estats Units ·                                  | Wendy Houvenaghel · Regne Unit                                           | Vilija Sereikaitė · Lituània                                     |
| 500 metres contrarellotge | Anna Meares · Austràlia                                        | Simona Krupeckaite · Lituània                                            | Olga Panarina · Belarús                                          |
| Cursa per punts           | Tara Whitten · Canadà                                          | Lauren Ellis · Nova Zelanda ·                                            | Tatsiana Sharakova · Belarús                                     |
| Scratch                   | Pascale Jeuland · França ·                                     | Yumari González · Cuba ·                                                 | Belinda Goss · Austràlia ·                                       |
| Keirin                    | Simona Krupeckaite · Lituània                                  | Victoria Pendleton · Regne Unit                                          | Olga Panarina · Belarús                                          |
| Velocitat per equips      | Kaarle McCulloch · Anna Meares · Austràlia ·                   | Gong Jinjie · Lin Junhong · R.P. de la Xina ·                            | Gintarė Gaivenytė · Simona Krupeckaite · Lituània ·              |
| Persecució per equips     | Ashlee Ankudinoff · Sarah Kent · Josephine Tomic · Austràlia · | Wendy Houvenaghel · Elizabeth Armitstead · Joanna Rowsell · Regne Unit · | Lauren Ellis · Rushlee Buchanan · Alison Shanks · Nova Zelanda · |
| Òmnium                    | Tara Whitten · Canadà ·                                        | Elizabeth Armitstead · Regne Unit ·                                      | Leire Olaberría · Espanya ·                                      |

## Medaller
| Posició | País            | Or | Plata | Bronze | Total |
| 1       | Austràlia       | 6  | 2     | 2      | 10    |
| 2       | Regne Unit      | 3  | 5     | 1      | 9     |
| 3       | França          | 2  | 3     | 2      | 7     |
| 4       | Estats Units    | 2  | 0     | 1      | 3     |
| 5       | Canadà          | 2  | 0     | 0      | 2     |
| 6       | Lituània        | 1  | 1     | 3      | 5     |
| 7       | Països Baixos   | 1  | 1     | 0      | 2     |
| 8       | Alemanya        | 1  | 0     | 1      | 2     |
| 9       | Dinamarca       | 1  | 0     | 0      | 1     |
| 10      | Nova Zelanda    | 0  | 2     | 2      | 4     |
| 11      | R.P. de la Xina | 0  | 2     | 0      | 2     |
| 12      | Colòmbia        | 0  | 1     | 0      | 1     |
| 12      | Cuba            | 0  | 1     | 0      | 1     |
| 12      | Malàisia        | 0  | 1     | 0      | 1     |
| 15      | Belarús         | 0  | 0     | 3      | 3     |
| 16      | Bèlgica         | 0  | 0     | 1      | 1     |
| 16      | Txèquia         | 0  | 0     | 1      | 1     |
| 16      | Espanya         | 0  | 0     | 1      | 1     |
| 16      | Japó            | 0  | 0     | 1      | 1     |
| Total   | Total           | 19 | 19    | 19     | 57    |